# یواس‌اس ماساپکوا (وای‌تی‌بی-۸۰۷)
یواس‌اس ماساپکوا (وای‌تی‌بی-۸۰۷) (به انگلیسی: USS Massapequa (YTB-807)) یک کشتی است که طول آن ۱۰۹ فوت (۳۳ متر) می‌باشد. این کشتی در سال ۱۹۷۰ ساخته شد.